# Lules (Tucumán)
Lules is een plaats in het Argentijnse bestuurlijke gebied Lules in de provincie Tucumán. De plaats telt 28.359 inwoners.

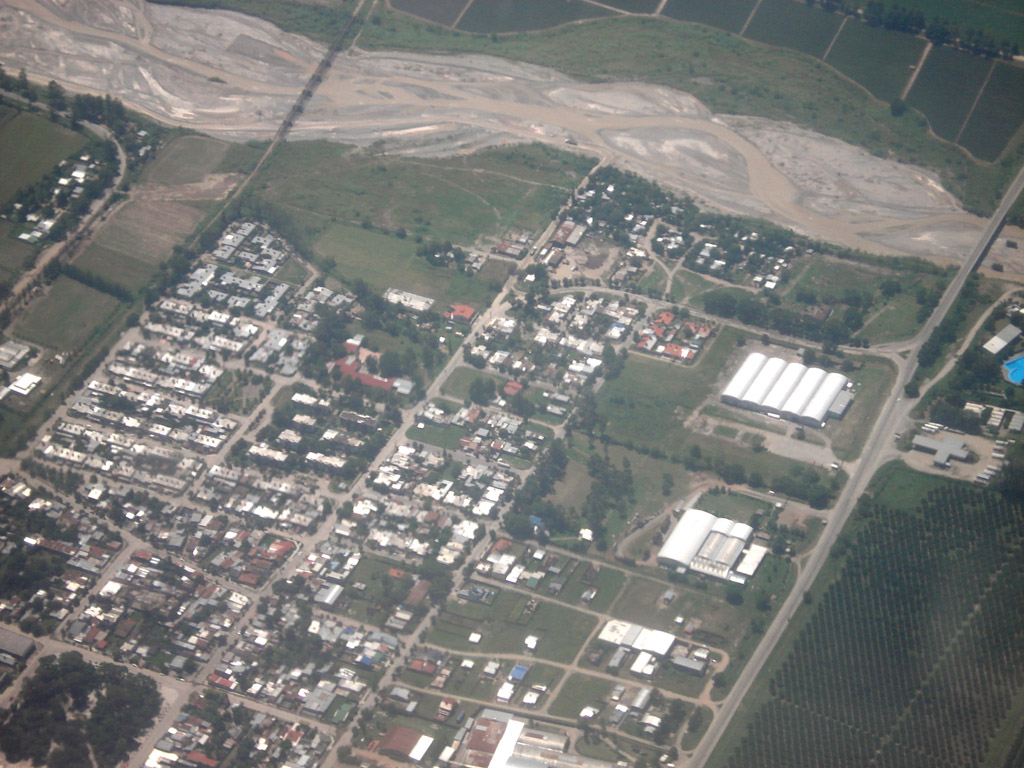
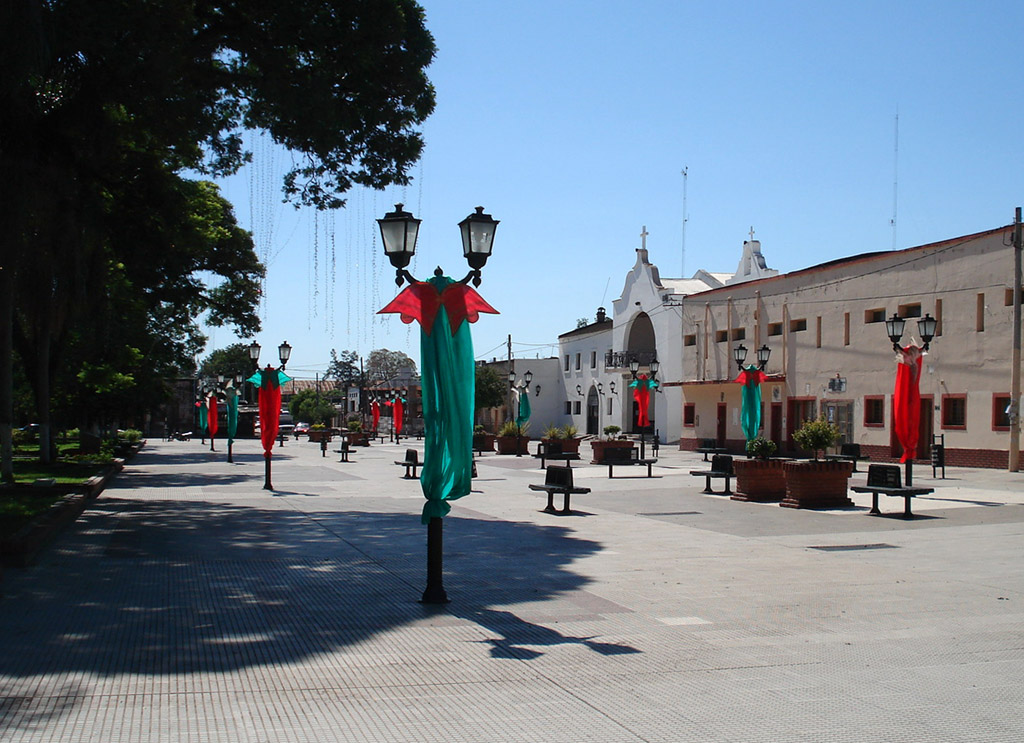